# Índias Orientais Neerlandesas
Índias Orientais Holandesas foram uma colónia fundada por holandeses da Companhia Holandesa das Índias Orientais (ou VOC) e que abrangia todo o território da atual Indonésia.
Durante o século XIX, a hegemonia e as possessões holandesas foram expandidas, alcançando sua maior extensão territorial no início do século XX. Esta colônia que mais tarde formou-se a Indonésia moderna foi uma das colônias mais valiosas do Império Colonial Holandês, e contribuiu para o destaque mundial dos Países Baixos na história e a colheita de dinheiro para o comércio do século XIX e XX. A ordem social colonial foi baseada em rígidas estruturas raciais e sociais com a vida independente da elite holandesa, mas ligado a seus súditos nativos. O termo "Indonésia" entrou em uso para a localização geográfica a partir de 1880. No início do século XX, intelectuais locais começaram a desenvolver o conceito da Indonésia como um Estado-nação, e definir o cenário para um movimento de independência.

## História
No final do século XVI, exploradores (J. H. Van Linschoten em 1582 e as viagens de Cornelis de Houtman em 1592) prepararam o caminho para a viagem de Houtman a Bantam, o principal porto da Ilha de Java, em (1595-97), onde conseguiu uns pequenos lucros. A penetração holandesa nas Índias Orientais, que nessa época eram territórios de Portugal foi lenta e discreta.
A Companhia Holandesa das Índias Orientais, criada em 1602, concentrou os esforços comerciais holandeses sob um só comando e uma só política. Em 1605 barcos mercantes holandeses capturaram o forte português de Amboyna nas Molucas, que constituiu a primeira base da VOC, nome que deram os holandeses a sua companhia. A Trégua dos Doze Anos firmada em Antuérpia em 1609 deu início a um cessar-fogo entre Espanha (que controlava Portugal e seus territórios nessa época) e as Províncias Unidas. Nas Índias, a fundação de Batávia formou o centro de onde as empresas holandesas, mais mercantis que coloniais, pudessem ser coordenadas.
Pouco a pouco, os holandeses tomaram o controle dos portos das Índias Orientais: Malaca em 1641; Achem (Aceh) no antigo reino da Sumatra, 1667; Macassar, 1669 e por último Batam em 1682. Ao mesmo tempo, as conexões nos portos da Índia proporcionou aos holandeses o algodão que se trocava por pimenta negra.
A grande fonte de riqueza nas Índias Orientais, foi o comércio dentro do arquipélago onde as especiarias adquiriam-se com prata originária da América, mais desejável no Oriente do que na Europa. Concentrando os monopólios nas especiarias, a política holandesa fortaleceu o monocultivo. Amboina dedicou-se ao cravo-da-índia, Timor ao sândalo, as ilhas da Banda à noz moscada e à pimenta. Esta política de monocultivo conectou as economias das ilhas a um sistema em que todas necessitavam das outras para satisfazer suas necessidades.
Em 1700 um modelo colonial estabeleceu-se; a VOC cresceu até tornar-se em um estado dentro de um estado e ter um poder dominante dentro do arquipélago. Com o fim da companhia em 1799, e após o interregno britânico durante as Guerras Napoleônicas, o governo dos Países Baixos retomou a administração até a independência da Indonésia em 1949 após a Revolução Nacional da Indonésia.
A capital das Índias Orientais Holandesas era a cidade de Batávia, agora conhecida como Jacarta.
Após a capitulação do Japão em agosto de 1945, nacionalistas indonésios declararam a independência. Com o fim da Guerra da independência da Indonésia em 1949, os Países Baixos reconheceram a independência indonésia.